# Eremophila longifolia
Eremophila longifolia är en flenörtsväxtart som först beskrevs av Robert Brown, och fick sitt nu gällande namn av Ferdinand von Mueller. Eremophila longifolia ingår i släktet Eremophila och familjen flenörtsväxter. Inga underarter finns listade i Catalogue of Life.